# Şahinbey (district)
Şahinbey is een Turks district in de provincie Gaziantep en telt 679.053 inwoners (2007). Het district heeft een oppervlakte van 938,8 km².
De bevolkingsontwikkeling van het district is weergegeven in onderstaande tabel.
| 1997    | 2000    | 2007    |
| ------- | ------- | ------- |
| 454.802 | 538.373 | 679.053 |